# 황재원 (2002년)
황재원(黃才媛, 2002년 8월 16일~)은 대한민국의 축구 선수로, 포지션은 라이트백이다. 현재 K리그1 대구 FC와 대한민국 축구 국가대표팀 소속으로 활동하고 있다.